# Copa Barbados de Futebol
A Barbados FA Cup é o principal torneio eliminatório do futebol masculino de Barbados.

## Campeões
- 1910 :  Kensington Rovers
- 1911 :  Kensington Rovers
- 1912 :  Kensington Roversá Harrison College (shared)
- 1913 :  Harrison College
- 1914 :  Kensington Rovers
- 1915 :  Kensington Rovers
- 1916 :  Kensington Rovers
- 1917 :  Kensington Rovers
- 1918 :  Kensington Rovers
- 1919 :  Kensington Rovers
- 1920 :  Harrison College
- 1921 :  Kensington Rovers
- 1922 :  Kensington Rovers
- 1923 :  Harrison College
- 1924 :  Empire
- 1925 :  Empire
- 1926 :  Empire
- 1927 :  Spartan
- 1928 :  Empire
- 1947/48 : Everton
- 1949 :  Spartan
- 1950 :  Spartan
- 1952 :  Carlton
- 1960 : Everton
- 1962 : Everton
- 1967 : New South Wales    5-0 Spartans
- 1969 : New South Wales
- 1970 : New South Wales
- 1972 : New South Wales
- 1975 : New South Wales
- 1982 : Notre Dame SC
- 1984 : Weymouth Wales
- 1986 : Everton            bt  Pinelands
- 1987 : Weymouth Wales
- 1989 : Pinelands          bt  COW All Stars
- 1990 : Everton            bt  Paradise SC
- 1993 : Pride of Gall Hill FC bt  Weymouth Wales
- 1994 : BDF
- 1995 : Pride of Gall Hill FC 5-1 Benfica
- 1996 : Paradise SC           bt  BDF
- 1997 : Notre Dame SC         1-0 Paradise SC
- 1998 : Pride of Gall Hill FC 1-0 Notre Dame SC
- 1999 : Paradise SC           bt  Pride of Gall Hill FC
- 2000 : Paradise SC           2-1 Notre Dame SC
- 2001 : Notre Dame SC         1-0 Youth Milan FC
- 2002 : Youth Milan FC        2-1 Notre Dame SC
- 2003 : Paradise SC           1-0 Weymouth Wales     (asdet)
- 2004 : Notre Dame SC         3-2 Silver Sands
- 2005 : Paradise SC 3-1 BDF
- 2006 : Pride of Gall Hill FC 2-1 Paradise SC     (aet)
- 2007 : Brittons Hill 5-1 Eden Stars
- 2008 : Notre Dame SC 2-1 BDF
- 2009 : Youth Milan FC 2-1 Paradise SC      (aet)
- 2010 : Notre Dame SC 4-0 Ellerton FC
- 2011 : Weymouth Wales 1-0 Saint Peter's Cosmos
- 2012 : BDF 4-3 Brittons Hill (aet)
- 2013 : Rendezvous 6-1 Brittons Hill
- 2014 : Weymouth Wales 1-0 BDF